# 慕輿龍
慕輿 龍（ぼよ りゅう、生没年不詳）は、五胡十六国時代の前燕の人物。

## 生涯
前燕に仕え、侍中に任じられていた。
建熙5年（364年）7月、前燕の皇帝慕容暐は、慕輿龍と太尉封奕に龍城へ詣させた。慕輿龍と封奕は、龍城にあった宗廟と留まっていた百官らを鄴に移した。
これ以後の事績は、史書に記されていない。